# 陈玄 (声乐家)
陈玄（1918年2月－2006年）中国声乐家，浙江奉化人。其孫女為藝人陈法拉。

## 生平
1918年2月，出生于上海实业家家庭，祖籍浙江奉化（今宁波市奉化区）。1935年至1940年，曾师从斯义桂、赵梅伯、苏联声乐家苏石林等教授，学习美声唱法。是南京励志社管弦乐队队员。
1940年，肄业于国立音乐学院（今中央音乐学院）。1941年，肄业于国立剧专乐剧科（今中央戏剧学院）。1945年，毕业于国立音乐分院（今中央音乐学院）声乐系，期间曾师从应尚能教授。
1946年，受聘担任国立福建音专讲师，后任福建学院副教授。 1949年，赴香港，出任香港音乐学院教授。
后回北京。1950年至1957年间，先后担任北京中央戏剧学院声乐教研组长，中央歌剧院声乐教研组长，中央歌剧院艺术委员会委员，还曾兼任志愿军声乐训练班教舞主任，还曾为北京人民艺术剧院开办“话剧演员嗓音培训班”。曾任中央歌剧院歌剧《白毛女》声乐指导。
1958年，被划为“右派”，下放至北大荒劳动改造。1979年，获得认可“改正”。调任西南师范大学任教。
1987年6月，升任西南师范大学教授。1987年12月退休。曾是中国音乐家协会会员，重庆音乐家协会主席团委员。曾任重庆声乐研究会会长，四川省嗓音研究会理事，上海音乐学院校友会重庆分会名誉会长，中国声乐教学学会顾问。

## 家庭
- 妻冯坤贤（1919年11月－2005年）慈溪人，生于上海，香港归侨，民盟盟员，著名老一辈声乐家[3]。
- 子陈凤声，旅美钢琴家[4]。
- 孙女陈法拉，演员。“法拉”由祖父陈玄取名，取“音符”之意[2]。

## 代表著作
- 《声乐基础理论知识》
- 《谈声乐教学基本要领》
- 《谈周小燕教授声乐教学》
- 《一代名师应尚能教授》